# Alan Peacock
Alan Peacock (Middlesbrough, 29 de outubro de 1937 – 29 de junho de 2025) foi um futebolista inglês, que atuava como atacante.

## Carreira
Alan Peacock fez parte do elenco da Seleção Inglesa que disputou a Copa do Mundo de 1962.

## Morte
Peacock foi diagnosticado com demência em 2018 e morreu da mesma em 29 de junho de 2025, aos 87 anos.

## Ligações Externas
- Perfil em FIFA.com (em inglês)